# Henri Mernier
Henri Joseph Mernier (Straimont, 16 februari 1880 - Florenville, 2 oktober 1931) was een Belgisch volksvertegenwoordiger.

## Levensloop
Mernier was notaris in Florenville en was er van 1911 tot 1929 gemeenteraadslid. Hij was ook provincieraadslid van 1914 tot 1925.
In 1925 werd hij katholiek volksvertegenwoordiger voor het arrondissement Neufchâteau-Virton, in vervanging van Hubert Pierlot, die zelf pas een maand voordien de opvolging had genomen van de overleden Edouard Richard. Mernier vervulde dit mandaat tot in 1929.